# Tetraleurodes mori
Tetraleurodes mori là một loài côn trùng cánh nửa trong họ Aleyrodidae, phân họ Aleyrodinae.
Tetraleurodes mori được Quaintance miêu tả khoa học đầu tiên năm 1899.